# Saint-Sulpice-en-Pareds
Saint-Sulpice-en-Pareds là một xã ở tỉnh Vendée trong vùng Pays de la Loire, Pháp. Xã này có diện tích 13,33 kilômét vuông, dân số năm 2006 là 388 người. Xã này nằm ở khu vực có độ cao trung bình 84 mét trên mực nước biển.

## Biến động dân số
| Năm | 1962 | 1968 | 1975 | 1982 | 1990 | 1999 | 2006 |
| --- | ---- | ---- | ---- | ---- | ---- | ---- | ---- |
| Dân số | 476  | 510  | 461  | 430  | 378  | 381  | 388  |
| From the year 1962 on: No double counting—residents of multiple communes (e.g. students and military personnel) are counted only once. |      |      |      |      |      |      |      |